# Julius Höxter
Julius Höxter (* 4. Februar 1873 in Treysa; † 5. April 1944 in Richmond upon Thames, Surrey, England) war ein deutscher Pädagoge und Schriftsteller jüdischen Glaubens.

## Jugend und Bildungsjahre
Höxter wurde in der nordhessischen Stadt Treysa, heute Stadtteil von Schwalmstadt im Schwalm-Eder-Kreis, geboren und besuchte bis zu seinem 14. Lebensjahr die dortige Elementar- und Kandidatenschule. Dann ging er zur Vorbereitung für den Lehrerberuf ein Jahr lang auf die Präparandie in Fritzlar und besuchte danach von 1888 bis 1893 das jüdische Lehrerseminar in Hannover. Ostern 1893 legte er in Hannover die erste, im Herbst 1895 in Kassel die zweite Lehrerprüfung ab. Vom Frühjahr 1893 bis zum Herbst 1896, nach dem Abgang vom Seminar, arbeitete er als Lehrer und Erzieher in der „Israelitischen Erziehungsanstalt zu Ahlem bei Hannover“. Während dieser Zeit erwarb er sich die für das akademische Studium erforderliche Gymnasialbildung. Im Herbst 1896 ging er an die Universität Heidelberg, wo er bis zum Wintersemester 1900/1901 Geschichtswissenschaft studierte und im Jahre 1901 mit einer Dissertation über „Die Vorgeschichte und die beiden ersten Jahre des immerwährenden Reichstags zu Regensburg“ promovierte.

## Lehrer in Frankfurt
Im Jahre 1904 ging er zur jüdischen Gemeinde in Frankfurt am Main, wo er an der Religionsschule der Israelitischen Gemeinde, dem Goethe-Gymnasium und dem Wöhler-Realgymnasium im Frankfurter Westend als Lehrer wirkte. Daneben betätigte er sich in vielfacher Weise im Gemeindeleben der großen reformorientierten Frankfurter Israelitischen Gemeinde und in der Standespolitik. Viele Jahre lang war er Vorsteher und Leiter des konservativen Gottesdienstes an den hohen Feiertagen in der 1893 erbauten und in der Pogromnacht vom 9. zum 10. November 1938 verwüsteten Westendsynagoge.
Im Jahre 1922 beteiligte er sich an der Gründung des „Jüdischen Beamtenbundes“, dessen Anliegen die Wahrung der rechtlichen und wirtschaftlichen Stellung der jüdischen Gemeindeangestellten in Frankfurt war. Er gründete die Frankfurter „Vereinigung israelitischer Religionslehrer und -lehrerinnen“, später „Jüdischer Lehrerverein“ genannt, der er mehr als drei Jahrzehnte bis 1937 vorstand und die sich mit der Schaffung von maßgebenden Lehrplänen für Volks- und höhere Schulen und weithin benutzten Lehr- und Schulbüchern verdient machte. Mit Hilfe von Freunden und Verehrern gespendeten Geldern, die er dem „Verband der jüdischen Lehrervereine im deutschen Reich“ übergab, initiierte er die „Dr. Julius Höxter-Stiftung“ zur Prämierung und Förderung von jüdisch-pädagogischen wissenschaftlichen und methodischen Arbeiten, Lehrbüchern und Lehrmitteln.

## „Der Höxter“
Höxters Schaffen kulminierte mit dem „Quellenbuch zur jüdischen Geschichte und Literatur“, das in fünf Bänden von 1927 bis 1930 erschien. Mit diesem Werk, das als „Der Höxter“ bekannt wurde, erfüllte er ein lang empfundenes Bedürfnis der jüdischen Lehrerschaft, die sich für ihren Geschichtsunterricht eine systematische Quellensammlung wünschte. Das Quellenbuch hatte keinen wissenschaftlichen Charakter, und philologische Textuntersuchungen und historische Quellenkritik blieben daher im Allgemeinen unberücksichtigt. Als Ergänzung erschien 1935 seine im Auftrag des von der Frankfurter Gemeinde eingesetzten Ausschusses für den Religionsunterricht verfasste „Jüdische Geschichte und Literatur in vergleichenden Zeittafeln“. Ebenfalls 1935 erschien eine einbändige Kurzfassung des „Quellenbuchs“, die 1938 auch in einer englischen Übersetzung gedruckt wurde. „Der Höxter“ gilt seit seinem Erscheinen als ein bedeutendes Standardwerk für die Beschäftigung mit jüdischer Geschichte, Literatur und Kultur. 1983 wurde er in einer zweibändigen Fassung neu veröffentlicht.
Im Jahre 2009 erschien eine von Michael Tilly überarbeitete und erweiterte Ausgabe, in der Höxters umfassende Textsammlung durch eine Auswahl wichtiger Dokumente aus der neuesten Zeit erweitert und durch aktuelle Literaturangaben ergänzt wurde.

## Emigration und Tod
Höxter gelang im Jahre 1939 die Emigration nach England, wo er im Jahre 1944 im Alter von 71 Jahren starb.

## Schriften
- Die Vorgeschichte und die beiden ersten Jahre des „immerwährenden“ Reichstags zu Regensburg. Inaugural-Dissertation zur Erlangung der Doctorwürde der hohen philosophischen Fakultät der Ruprecht-Karls-Universität zu Heidelberg vorgelegt von Julius Höxter aus Treysa (Rgbz. Cassel). Pfeffer, Heidelberg 1901 (digit.)
- Quellenbuch zur jüdischen Geschichte und Literatur. Kauffmann, Frankfurt am Main 1927–1930
- Jüdische Geschichte und Literatur in vergleichenden Zeittafeln. Kauffmann, Frankfurt am Main 1935
- Quellenbuch zur jüdischen Geschichte und Literatur. Kleine Ausgabe, Kauffmann, Frankfurt am Main 1935
- Quellenbuch zur jüdischen Geschichte und Literatur: Jüdische Texte vom Altertum bis zum 2. Weltkrieg. Reprint. Morascha, Zürich 1983
- Quellentexte zur jüdischen Geschichte und Literatur. Herausgegeben von Michael Tilly. Neu gesetzte, überarbeitete und ergänzte Ausgabe nach der Ausgabe Frankfurt am Main 1930, Marix-Verlag, Wiesbaden 2009, ISBN 978-3-86539-198-8.